# One Night Only (песня)
«One Night Only» (рус. Только одна ночь) — песня из бродвейского мюзикла 1981 года «Девушки мечты», слова Тома Айна и музыка Генри Кригера. В мюзикле песня «One Night Only» исполняется последовательно два раза, однако при этом проигрываются разные версии песни —  соул-баллада персонажа Эффи Уайт и диско-версия её бывших коллег по группе «Deena Jones & the Dreams». Эти две версии соревновались между собой на радио и в поп-чартах.

## Информация о песне
Обе версии «One Night Only» появляются в формате одного трека в музыкальной записи «Девушки мечты: Оригинальный бродвейский альбом актеров» 1982 года в исполнении Дженнифер Холлидэй в роли Эффи и Шерил Ли Ральф, Лоретты Девайн и Деборы Баррелл в роли «Deena Jones & the Dreams». Позднее был записана кавер-версия на «One Night Only», изданная в альбоме Элейн Пейдж и Сильвестра. Актёр Хью Джекман исполнил песню в ходе проведения церемонии Tony Award 2004 года в большом постановочном номере с участием женских групп из мюзиклов «Кэролайн, или Перемена», «Лак для волос» и «Маленький магазинчик ужасов».
В 2006 году сценарист и режиссер Билл Кондон адаптировал «Девушки мечты» в драматический фильм-мюзикл для DreamWorks SKG и Paramount. Для этой работы обе версии «One Night Only» были исполнены Дженнифер Хадсон в роли Эффи и Бейонсе Ноулз, Аникой Нони Роуз и Шэрон Лил в роли «Deena Jones & the Dreams». R&B группа The Underdogs выступила продюсером сингла «One Night Only» и других песен из фильма. Клубный ремикс на последнюю версию песни, спродюсированный Эриком Куппером и Ричи Джонсом, был выпущен Music World Entertainment и Columbia Records в качестве сингла из альбома «Девушки мечты: Музыка из кинофильма» в августе 2006 года, за 4 месяца до релиза фильма. Позже Лил Уэйн выбрал версию Дженнифер Хадсон для своей одноименной песни. Танцевальная команда Breaksk8 выступала под эту песню на телешоу Короли танцпола как часть их Бродвейского Состава. Корейский поп-квинтет Wonder Girls исполнил кавер-версию песни в их первом мировом туре. Джон Барроуман перепел «One Night Only» для своего одноименного альбома «John Barrowman».

## Чарты
6 сентября 2009 года сингл «One Night Only» в исполнении «Deena Jones & the Dreams» вошёл в UK Singles Chart под номером 67 по результатам числа цифровых скачиваний. Песня получила новую популярность благодаря выступлению 21-летней Розелл Филлипс на прослушивании в ходе реалити-шоу The X Factor спустя три года после релиза. Таким образом, песня появилась в UK top 100 songs только спустя четыре года после изначального релиза.
«One Night Only» — это вторая песня с самыми высокими позициями в чарте из современной кинематографической версии «Девушки мечты» после «Listen» Бейонсе (хотя «And I Am Telling You I'm Not Going» также собрал больше интереса после выступлений Николь Лоуренс, Дэнил Джонсон (также на The X Factor) и Эмбер Райли на Хор).
| Чарт (2006)             | Наивысшая позиция |
| ----------------------- | ----------------- |
| US Hot Dance Club Songs | 13                |
| Чарт (2009)             | Наивысшая позиция |
| UK Singles Chart        | 67                |

## Трек-лист и ремиксы
Цифровая версия
1. «One Night Only» (версия фильма) – 3:23

House mixes EP
1. One Night Only (Eric Kupper & Richie Jones Club Mix Edit) — 4:06
2. One Night Only (Eric Kupper & Richie Jones Club Mix) — 8:27
3. One Night Only (Eric Kupper & Richie Jones Club Mix Instrumental) — 8:27
4. One Night Only (версия фильма) — 3:23
5. One Night Only (инструментальная версия фильма) — 3:24